# Wojciech Dąmbski (kasztelan sierpecki)

Herb Godziemba

Wojciech Dąmbski herbu Godziemba (ur. 1650, zm. 1712) – kasztelan sierpecki (sierpski).

## Rodzina
Syn Jacentego (zm. 1676), kasztelana konar-łęczyckiego i Anny Szydłowskiej. W 1676 roku poślubił Barbarę z Brzezia Chrząstowską herbu Zadora, która urodziła córkę Franciszkę, późniejszą benedyktynkę. Drugą żoną była Anna z Borowego Borowska. Trzecia z kolei żoną została Marianna z Konar Kołaczkowska herbu Abdank.

## Kariera
Brał udział w bitwie pod Wiedniem 1683, będąc rotmistrzem chorągwi pancernej. W czasie wyprawy jego oddział liczył 120 koni. W latach 1686–1697 pełnił urząd kasztelana sierpskiego (sierpeckiego).

## Dobra majątkowe
W swych licznych dobrach majątkowych posiadał: Srebrną, Moderówkę, Buszyn, Karniew, Brzesko, Brzozów, Jaszków, Żuków, Ryków, Zastronie i Kozice. Kozice sprzedał swemu krewnemu Janowi Dąmbskiemu, kasztelanowi konarskiemu kujawskiemu.